# Cerro Pirhuata
El cerro Pirhuata es un pico de montaña de 5.060 m s.n.m. en Bolivia, formando parte de la Cordillera de los Andes. Administrativamente se encuentra entre los municipios de Morochata y Quillacollo de las provincias de Ayopaya y Quillacollo respectivamente, en el departamento de Cochabamba, del cual es su punto más alto.
El cerro Pirhuata es el pico más alto de la Cordillera de Cocapata, una región de gran altitud que se extiende al noroeste desde la meseta del valle de Cochabamba hasta la confluencia del río Boopi y el río Alto Beni. La cumbre se encuentra a unos treinta kilómetros al noroeste de la ciudad de Cochabamba y se puede llegar por el camino rural desde Quillacollo vía Ironcollo y Marquina hasta el río Jankho Khala en dirección a Morochata. Después de 35 kilómetros un camino vecinal se bifurca al noreste hacia el proyecto Misicuni y después de unos kilómetros pasa el Cerro Pirhuata al oeste del camino.

## Literatura
- Theodor Herzog, 'Las cordilleras bolivianas' en Comunicaciones geográficas de Petermann 1913, Volumen 59, págs. 304–308
- Theodor Herzog, 'Contribuciones al conocimiento de la tectónica y glacial de la Cordillera Oriental de Bolivia' en Geological Review 1915, Volumen 5, 5-6, pp. 353-371

- Datos: Q19277224